# Arrondissement de Dakateli
L'arrondissement de Dakateli est l'un des arrondissements du Sénégal. Il est situé dans le département de Salemata et la région de Kédougou, dans le sud-est du pays.
Il a été créé par un décret du 10 juillet 2008.
Il compte deux communautés rurales :
- Communauté rurale de Kévoye (précédemment Thiankoye)
- Communauté rurale de Dakateli

Son chef-lieu est Dakateli.